# Спасская (Липецкая область)
Спасская — деревня в Тербунском районе Липецкой области России. Входит в состав Тульского сельсовета.

## География
Деревня находится в юго-западной части Липецкой области, в лесостепной зоне, в пределах Среднерусской возвышенности, на левом берегу реки Изубриевки, к востоку от автодороги 42К-224 и железнодорожной линии Елец — Валуйки, на расстоянии примерно 8 километров (по прямой) к северо-северо-востоку (NNE) от села Тербуны, административного центра района. Абсолютная высота — 193 метра над уровнем моря.
Климат умеренно континентальный с теплым летом и умеренно морозной зимой. Годовое количество осадков — 450—500 мм. Средняя температура января составляет −9,5°, июля — +19,5°.
Часовой пояс
Деревня Спасская, как и вся Липецкая область, находится в часовой зоне МСК (московское время). Смещение применяемого времени относительно UTC составляет +3:00.

## Население
| 2009 | 2010 |
| ---- | ---- |
| 14   | →14  |

Гендерный состав
По данным Всероссийской переписи населения 2010 года в гендерной структуре населения мужчины составляли 57,1 %, женщины — соответственно 42,9 %.
Национальный состав
Согласно результатам переписи 2002 года, в национальной структуре населения русские составляли 100 % из 21 чел.